# یواس‌اس هرشاف شماره ۳۰۶ (اس‌پی-۱۸۴۱)
یواس‌اس هرشاف شماره ۳۰۶ (اس‌پی-۱۸۴۱) (به انگلیسی: USS Herreshoff No. 306 (SP-1841)) یک کشتی بود که طول آن ۱۱۲ فوت ۵ اینچ (۳۴٫۲۶ متر) بود. این کشتی در سال ۱۹۱۷ ساخته شد.